# Reno Wilson
Roy Reno Wilson (nacido el 20 de enero de 1969) es un actor afroestadounidense que ha aparecido en varios programas de televisión y películas. Su primer papel en televisión fue en la comedia de la NBC The Cosby Show, donde (en forma recurrente) apareció durante las temporadas 5 y 6 de la serie. Sus papeles en películas más recientes fueron el de Orlando en la película de 2009 Crank: High Voltage, repitiendo su papel de Crank, y como el Autobot Mudflap en Transformers: la venganza de los caídos. También es la voz de Sazh Katzroy en Final Fantasy XIII. Actualmente se encuentra en el programa de televisión Mike y Molly en la CBS, y la voz actual del personaje Killerbee en el anime Naruto Shippuden.

## Filmografía
- Justicia ciega - Detective Tom Selway
- Crank - Orlando
- Crank: High Voltage - Orlando
- Heist - Tyrese Evans
- Final Fantasy XIII - Sazh Katzroy (voz) (videojuego)
- Las Vegas - Frank Kulchak / Willy Hammond
- Lincoln Heights - Ricky Taylor
- MadWorld - The Black Baron/reportero masculino (voz) (videojuego)
- Mike & Molly - Oficial Carl McMillan
- Naruto Shippuden - Killerbee (voz)
- Naruto Shippuden: Ultimate Ninja Storm 2 - Killer Bee (voz) (videojuego)
- The Philanthropist - Haitiano
- The Chronicle - Wes Freewald
- The Cosby Show - Howard
- Transformers - Frenzy (voz)
- Transformers: la venganza de los caídos - Mudflap (voz)
- Transformers: el lado oscuro de la luna - Mudflap (voz)